# Província de Kars
La província de Kars és una divisió administrativa de Turquia al nord-est del país, Regió d'Anatòlia Oriental, i fronterera amb Armènia.

## Història
Entre 1878 i 1917 va formar l'Oblast de Kars; al final de 1917 va quedar en mans dels armenis. Els bolxevics la van cedir a Turquia el març de 1918 però els armenis la van conservar fins que fou ocupada pèls turcs el 25 d'abril de 1918; després de l'armistici de Mudros (30 d'octubre de 1918) els otomans no es van voler retirar i van formar una administració provisional; el govern turcòfil es va sostenir a la ciutat de Kars fins a l'arribada de les tropes britàniques que el van dissoldre (19 d'abril); Kars fou entregat poc després a Armènia junt amb Ardahan i va formar la província de Vanand. Armènia fou envaïda pels turcs nacionalistes manats pel general Kazım Karabekir, i es va iniciar la guerra turcoarmènia; els turcs van entrar a Kars el 30 d'octubre de 1920. Pel tractat d'Aleksandrópol el 2 de desembre de 1920 fou cedida a Turquia. Després de la invasió bolxevic d'Armènia el tractat d'Aleksandrópol fou substituït pel tractat de Kars el 23 d'octubre de 1921 entre Turquia i la Rússia Soviètica pel que Turquia renunciava a Batum (Adjària) però li era reconeguda la sobirania de Kars, Ardahan i Tsolakert. Les províncies d'Ardahan i Tsolakert es van segregar de la província de Kars el 1994.

## Districtes
Està dividida en 8 districtes cadascun anomenat per la seva capital:
- Cilawûz
- Dîxor
- Kaghzvan
- Kars
- Sarighamish
- Selîm
- Şûrêgel
- Zarishat

El nombre de pobles és de 383.
El projecte de Biodiversitat Kars-Igdir ha registrat a la zona 308 de les 465 espècies d'ocells de Turquia, 191 d'elles al llac Kuyucuk, la zona humida principal de la província. Altres zones importants són els boscos de Sarikamis i les zones humides del riu Aras (Araxes). Al rtiu Aras hi ha registrades 204 espècies d'ocells.
Les ruïnes principals són les d'Ani i l'església dels Apòstols del segle ix a la mateixa Kars.